# Pityreus
Pityreus (altgriechisch Πιτυρεύς) war in der griechischen Mythologie der Sohn des Ion und Enkel des Xuthos. Er war König von Epidauros, bevor die Dorer die Peloponnes eroberten. Als Deiphontes von Argos gegen Epidauros zog, übergab Pityreus kampflos die Stadt. Während Pityreus nun nach Athen übersiedelte, führte sein Sohn Prokles die Epidaurer nach Samos.